# Hoback, Wyoming
Hoback är en ort och census-designated place i Teton County i västra delen av delstaten Wyoming i USA, omkring 20 kilometer söder om countyts huvudort Jackson, Wyoming. Orten hade 1 176 invånare vid 2010 års folkräkning. Den är döpt efter John Hoback, en lokal bergsguide som ledde Astorexpeditionen genom området år 1811.